# Korczak
Korczak är en polsk svartvit film från 1990 i regi av Andrzej Wajda. Filmen skildrar den polske läkaren och barnpedagogen Janusz Korczaks liv och verksamhet bland föräldralösa barn i Warszawas getto under andra världskriget. Janusz Korczak gestaltas av Wojciech Pszoniak. Filmen visades i SVT våren 1992.